# 박동혁 (1979년)
박동혁(한국 한자: 朴東赫, 1979년 4월 18일 ~ )은 대한민국의 은퇴한 축구 선수이자 현 축구 지도자로 선수 시절 전북 현대 모터스, 울산 HD, 감바 오사카, 가시와 레이솔, 다롄 스더에서 센터백으로 활약하였다.

## 클럽 경력

### 전북 현대 모터스
2002년 전북 현대 모터스 입단을 통해 프로에 정식 입문하여 2005년까지 주로 로테이션 멤버로 활약하며 FA컵 2회 우승(2003, 2005), 2004년 슈퍼컵 우승, 2004년 리그컵 3위, 2004년 AFC 챔피언스리그 4강 진출 등에 이바지했다. 

### 울산 현대1기
그 후 2006년 김정남 감독이 이끌던 울산 현대로 이적한 후 2008년까지 울산의 붙박이 주전 수비수로 맹활약하며 2006년 슈퍼컵 우승, 2006년 FA컵 4강, 2006년 AFC 챔피언스리그 4강, 2006년 A3 챔피언스컵 우승, 2007년 K리그 4위, 2007년 리그컵 우승, 2008년 K리그 3위 등의 성과에 기여했고 2008년에는 K리그 베스트 11에 선정되는 영예를 안았다. 

### 감바 오사카&가시와 레이솔
그러다가 2009년 일본 J1리그의 감바 오사카로 이적했으나 공식전 15경기만 뛴 후 반시즌만에 리그에서 하위권을 맴돌던 가시와 레이솔로 임대 이적했고 비록 팀의 J2리그 강등을 막지는 못했지만 수비력을 인정받으면서 가시와로 완전 이적을 확정지었다. 
이후 J리그 디비전 2 2010에서 안정된 수비력을 바탕으로 팀의 우승 및 한시즌만의 J1리그 승격에 기여했고 1부 리그로 복귀한 이후에도 가시와 레이솔의 주전 수비수로 활약하며 리그 우승의 중추적인 역할을 수행했다. 

### 다롄 스더& 울산 현대 2기
가시와를 리그 우승팀으로 만든 이후 2012년 중국 슈퍼리그의 다롄 스더에서 활동했지만 팀내 어수선한 사정으로 인해 1시즌만에 다롄 스더에서 퇴단한 뒤 이듬해인 2013년 친정팀인 울산 현대로 복귀한 후 2013년 K리그1에서 팀의 준우승에 공헌했다. 
그 후 2014년 10월 26일 성남 탄천종합운동장에서 열린 성남 FC와의 2014년 K리그1 33라운드 경기에서 팀이 3-3으로 팽팽히 맞선 상황에서 극적인 결승골을 터뜨리며 팀의 4-3 역전승 및 상위 스플릿 진출에 기여했고 2014 시즌을 마친 뒤 은퇴를 선언했으며 2015년 3월 21일 울산문수축구경기장에서 열린 전남 드래곤즈와의 2015년 K리그1 3라운드 홈 경기에서 은퇴식을 치렀다.

## 국가대표팀 경력
U-20 대표팀의 일원으로 1998년 AFC 청소년 축구 선수권 대회에 출전하여 팀의 우승과 함께 1999년 FIFA 세계 청소년 축구 선수권 대회 본선 진출에 기여한 뒤 쿠웨이트와의 1998년 아시안 게임 16강 B조 조별리그 최종전에서 대한민국 A대표팀 소속으로 국제 A매치 데뷔전을 치렀다.
이후 U-23 대표팀 소속으로 2000년 하계 올림픽에 참가하여 팀은 2승 1패의 좋은 성과를 거두었지만 조별리그 첫 경기에서 스페인에 당한 0-3 완패의 여파를 극복하지 못하고 8강 진출 실패의 쓴 잔을 마셨다. 
그 뒤 자국에서 열린 2002년 아시안 게임에 U-23 대표팀으로 참가하여 팀의 동메달 획득에 일조했고 이후 2005년 6월 3일 우즈베키스탄과의 2006년 FIFA 월드컵 아시아 지역 최종 예선 A조 4차전을 끝으로 A매치 통산 18경기 출장 기록을 남긴 후 국가대표팀 유니폼을 반납했다.

## 지도자 경력

### 울산 현대
선수 은퇴 후 독일에서 지도자 연수를 거친 뒤 2015년 울산 현대의 유소년 스카우트로 본격적인 지도자 커리어를 시작한 이후 또 이듬해인 2016년 울산 현대의 코치로 부임해 윤정환 감독을 보좌하며 2016년 K리그1 4위, 2016년 FA컵 4강 진출 등에 기여했다.

### 아산 무궁화
2017 시즌을 앞두고 K리그2의 아산 무궁화의 수석 코치로 송선호 감독을 보좌하며 리그 플레이오프 진출을 이끌었지만 팀은 플레이오프에서 부산 아이파크에 0-3으로 완패하며 승강 플레이오프 진출에 실패했다.
그 후 2018 시즌을 앞두고 송선호 감독이 승격 실패의 책임을 지고 물러난 뒤 아산 무궁화의 감독으로 부임하면서 2018 시즌 K리그 최연소 감독이라는 타이틀을 얻었다.
2018년 아시안 게임 이후 경찰청 측에서 선수 수급을 중단하면서 사실상 해체 수순으로 가던 악조건 속에서도 팀의 2018 시즌 리그 우승을 만들어냈고 비록 우승을 이끌었음에도 불구하고 2019년 K리그1 승격권을 준우승팀인 성남 FC에 넘겨주었지만 2018 시즌 K리그 감독상을 수상하는 영예를 안았다.
그리고 2019년 K리그2에서는 전 시즌과는 전혀 다른 실망스러운 경기력으로 부진에 부진을 거듭하다가 경찰 선수들이 전역한 8월 12일 이전까지 23경기 11승 4무 8패의 나쁘지 않은 성적을 거두며 리그 7위로 시즌을 마무리했으며 2019 시즌을 끝으로 아산 무궁화는 역사의 뒤안길로 사라졌다.

### 충남 아산 FC
아산 무궁화 해체 이후 2020 시즌을 앞두고 신생팀인 충남 아산 FC의 초대 사령탑으로 선임되어 2020 시즌에서는 리그 10팀 중 최하위, 2020년 FA컵 3라운드 탈락의 초라한 성적을 거두며 K리그2의 높은 벽을 실감해야 했다.
그리고 2021 시즌에서는 데이트 폭력 전과가 있는 미치부치 료헤이, 음주운전 전과가 있는 이상민 등을 영입했다는 이유로 여러 여론들로부터 뭇매를 얻어맞기도 했지만 리그 36경기 11승 8무 17패·8위로 전 시즌보다 2계단 끌어올렸고 2021년 FA컵에서도 구단 역사상 첫 FA컵 16강 진출을 이끌었으며 2021 시즌 K리그 감독상 후보에도 이름을 올렸다.
이듬해인 2022 시즌에서는 탄탄한 수비 조직력을 바탕으로 한 때 6월 중순경에 준플레이오프 진출 가시권에 접어들기도 했고 비록 시즌 막판에 집중력이 떨어지면서 또 한번 준플레이오프 진출 문턱에서 좌절을 맛보았지만 리그 6위라는 충남 아산 구단 역사상 K리그2 최고 성적을 이끌며 시즌을 마감했다.
그러나 2023 시즌에서는 전 시즌 K리그2 득점왕 유강현의 공백을 메우지 못하면서 3년만에 K리그2 10위라는 부진한 성적에 머무르며 포스트시즌 진출에 실패했고 2023 시즌 이후 충남 아산 감독직에서 스스로 물러났다.

### 경남 FC
2023년 12월 5일 경남 FC의 새로운 감독으로 선임되어 2024 시즌부터 2025 시즌까지 동행하기로 했다고 경남 구단이 밝혔으나 2024 시즌 도중 성적 부진의 책임을 지고 감독직에서 물러났으며 권우경 수석 코치가 감독 대행으로 2024 시즌 잔여 경기를 이끌게 되었다.

## 대회 성적

### 클럽 (선수)
전북 현대 모터스
- FA컵 : 우승 (2003, 2005)
- 리그컵 : 3위 (2004)
- AFC 챔피언스리그 : 4강 (2004)
- 슈퍼컵 : 우승 (2004)

울산 HD
- K리그1 : 준우승 (2013), 3위 (2008), 4위 (2007)
- FA컵 : 4강 (2006)
- 리그컵 : 우승 (2007)
- AFC 챔피언스리그 : 4강 (2006)
- A3 챔피언스컵 : 우승 (2006)
- 슈퍼컵 : 우승 (2006)

 가시와 레이솔
- J1리그 : 우승 (2011)
- J2리그 : 우승 (2010)

### 국가대표팀 (선수)
대한민국 U-20
- AFC U-20 아시안컵 : 우승 (1998)

 대한민국 U-23
- 아시안 게임 : 동메달 (2002)

### 클럽 (지도자)
울산 HD (수석 코치)
- K리그1 : 4위 (2016)
- FA컵 : 4강 (2016)

아산 무궁화 (감독·수석 코치)
- K리그2 : 우승 (2018), 3위 (2017)